# Square Miss.Tic
Le square Miss.Tic est un square du 5e arrondissement de Paris en hommage à l’artiste, poétesse et plasticienne Miss.Tic (1956-2022). 

## Situation et accès
Situé à l'angle de la rue Censier et de l'extrémité de la rue Mouffetard le long de l'église Saint-Médard, le site est accessible par le 32, rue Censier.
Il est desservi par la ligne 7 à la station Censier - Daubenton.

## Historique

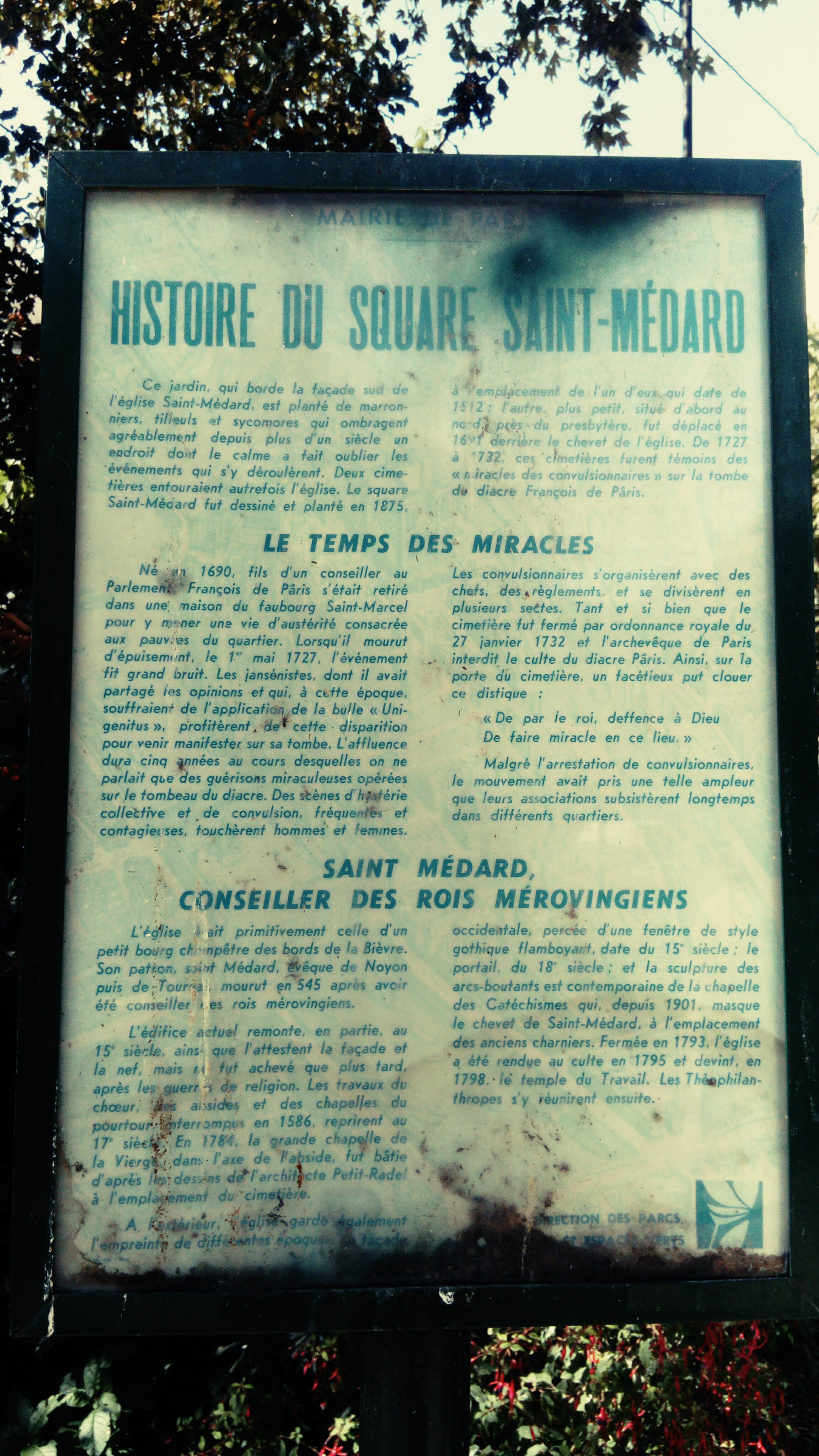
Panneau de la mairie de Paris relatant l'histoire du square Saint-Médard.

Emplacement du grand cimetière de l’église Saint-Médard entre 1512 et 1798.
Le square a été créé en 1875 sous le nom de square Saint-Médard.
Auparavant se trouvait à son emplacement la fontaine Censier et des habitations, détruites en 1868-1869.
Fin mai 2024, le square est nommé en mémoire de Miss.Tic, artiste française de street art.